# Ten’ō (Ära)
Ten’ō (japanisch 天応) ist eine japanische Ära (Nengō) von  Januar 781 bis September 782 nach dem gregorianischen Kalender. Der vorhergehende Äraname ist Hōki, die nachfolgende Ära heißt Enryaku. Die Ära fällt in die Regierungszeit des Kaisers (Tennō) Kōnin, nicht zu verwechseln mit der gleichnamigen Ärabezeichnung Kōnin. 
Der erste Tag der Ten’ō-Ära entspricht dem 30. Januar 781, der letzte Tag war der 29. September 782. Die Ten’ō-Ära dauerte nur zwei Jahre oder 608 Tage.

## Ereignisse
- 781 Fujiwara no Oguromaro unterwirft die Emishi und kehrt in die Hauptstadt zurück[2]
- 781 Einrichtung einer Abteilung für die Belange der Kaiserin im Kaiserliches Haushaltsamt (中務省)